# Nathaniel Kleitman
Nathaniel Kleitman (Chişinău, 26 de abril de 1895 – Los Angeles, 13 de agosto de 1999) foi um fisiologista e psicólogo estadunidense. Considerado, para todos os efeitos, o pai da pesquisa sobre o sono.
As pesquisas di Kleitman representam o fundamento de muitos campos de estudo da medicina do sono moderna. Sua maior descoberta, juntamente com o doutor Eugene Aserinsky, um de seus primeiros alunos, fora o sono do tipo REM.